# 308P/Lagerkvist-Carsenty
308P/Lagerkvist-Carsenty, komet Jupiterove obitelji